# Анџелика Рос
Анџелика Рос (енгл. Angelica Ross; Кеноша, 28. новембар 1980) америчка је глумица, предузетница и активисткиња за права трансродних особа. Самоука је програмерка и оснивач и извршни директор TransTech Social Enterprises, фирме која помаже у запошљавању трансродних особа у технолошкој индустрији. Истакла се улогама у серији Америчка хорор прича (2019—2021).

## Биографија
Рођена је 28. новембра 1980. у Кеноши, а одрасла у оближњем Расину. Изјавила је да су је од малих ногу доживљавали као женствену. Године 1998, када је имала 17 година, излази из ормара и говори да је геј својој мајци, евангелистичкој хришћанки. Изјавила је да јој мајка није добро прихватила вест, додавши: „рекла ми је да треба да извршим самоубиство или ће то урадити она, јер није могла да има неког попут мене за своје дете.” Након мајчиних речи, размишљала је да оконча сопствени живот и предозирала се лековима, али је преживела.
По завршетку средње школе са 17 година, накратко је похађала Универзитет Висконсин-Парксајд, а након првог семестра напушта колеџ. Одлучила је да се придружи Америчкој ратној морнарици, након што су јој родитељи потписали одрицање да би се могла придружити као малолетна. У почетку је била у Рочестеру, након чега је стационирана у Јокосуки. После шест месеци службе, затражила је и добила „некарактерисан” отпуст према политици „не питај, не причај“ (која је тада била на снази) због малтретирања од стране мушкараца који су је приморали да каже да је геј.
Вратила се кући и спријатељила се са дрег краљицом по имену Трејси Рос која јој је помогла да започне родну транзицију у доби од 19 година. Када је открила да је у транзицији, мајка ју је избацила из куће, након чега се преселила код биолошког оца у Роанок. Током шест година колико је живела у Роаноку, радила је као конобарица за Applebee's како би могла да заради довољно новца за плаћање станарине и похађање козметичке школе. Потом се преселила у Холивуд и радила као манкенка, а затим веб-менаџерка. Покренула је посао за веб-развој и графички дизајн, док је такође похађала часове глуме. Касније се преселила у Чикаго да би постала координатор за запошљавање у Trans Life Center. Била је верена, али је раскинула веридбу јер јој вереник није желео да други знају да је трансродна особа. Изјашљава се као будиста.

## Филмографија

### Филм
| Улоге Анџелике Рос |              |               |               |                   |
| Година             | Српски назив | Изворни назив | Улога         | Напомена          |
| 2005.              |              |               | Шерон         |                   |
| 2010.              |              |               | гост на журци |                   |
| 2017.              |              |               | Џенифер       | кратки филм       |
| 2017.              |              |               | Тери          | кратки филм       |
| 2020.              |              |               | себе          | документарни филм |
| 2021.              |              |               | докторка      |                   |
| 2022.              |              |               | Џорџа         | документарни филм |

### Телевизија
| Улоге Анџелике Рос |                                     |               |                      |                     |
| Година             | Српски назив                        | Изворни назив | Улога                | Напомена            |
| 2015.              | Ја сам Кејт                         |               | себе                 | 2 епизоде           |
| 2016.              |                                     |               | Пејџ                 | 5 епизода           |
| 2017.              |                                     |               | Валентина            | 1 епизода           |
| 2017.              |                                     |               | градоначелнца (глас) | 3 епизоде           |
| 2017.              | Канџе                               |               | Релеванс             | 3 епизоде           |
| 2017.              | Транспарент                         |               | Дајана Рос Дива      | 1 епизода           |
| 2018—2021.         | Поза                                |               | Кенди Феросити       | 15 епизода          |
| 2019.              |                                     |               | Дениз                | 1. епизода          |
| 2019.              | Америчка хорор прича: 1984          |               | Дона Чејмберс        | 9 епизода           |
| 2021.              | Америчка хорор прича: Дупли садржај |               | Хемичарка            | 3 епизоде           |
| 2021.              | Америчка хорор прича: Дупли садржај | Тета          | 3 епизоде            |                     |
| 2022.              |                                     |               | Марџи                | 1 епизода           |
| 2023.              |                                     |               | себе                 | документарна серија |